# Teodor Curtev
Todor Curtev (n. 8 februarie 1877, Bolgrad – d. secolul al XX-lea) a fost magistrat, judecător de pace, președinte a Consiliului Județean la Bolgrad, Membru al Sfatului Țării (14 septembrie 1918 - 27 noiembrie 1918), absolvent al Universității din Moscova (facultatea de drept). De naționalitate bulgar, a fost fondator al Băncii de Credit Mutual, al Cooperativei de Consum Economia și al Băncii comerciale din Bolgrad.